# Symphitoneuria sabaensis
Symphitoneuria sabaensis är en nattsländeart som beskrevs av Andersen och Huisman 1997. Symphitoneuria sabaensis ingår i släktet Symphitoneuria och familjen långhornssländor. Inga underarter finns listade i Catalogue of Life.